# Le Royaume de Kensuké (film)
Pour plus de détails, voir Fiche technique et Distribution.
Le Royaume de Kensuké (Kensuke's Kingdom) est un film d'animation britanno-franco-luxembourgeois réalisé par Neil Boyle et Kirk Hendry, sorti en 2023. Il est basé sur le roman Le Royaume de Kensuké de Michael Morpurgo.

## Fiche technique
Sauf indication contraire, les informations mentionnées dans cette section peuvent être confirmées par les bases de données cinématographiques IMDb et Allociné,  présentes dans la section « Liens externes ».
- Titre original : Kensuke's Kingdom
- Titre français : Le Royaume de Kensuké
- Réalisation : Neil Boyle et Kirk Hendry
- Scénario : Frank Cottrell-Boyce, d'après l'œuvre de Michael Morpurgo
- Musique : Stuart Hancock (en)
- Animation : Peter Dodd
- Son : Will Cohen
- Montage : Richard Overall
- Production : Camilla Deakin, Ruth Fielding, Anne-Laure Labadie, Martin Metz, Adrian Politowski, Sarah Radclyffe et Barnaby Spurrier
  - Coproduction : Jean Labadie et Stéphan Roelants
  - Production déléguée : Bizzy Day, Sierra Garcia, Stephen Kelliher, Nadia Khamlichi, Alice Labadie, Nessa McGill, Nick Miller, Thomas Pibarot, Courtney Pledger, Kimberley Warner, Natascha Wharton et Sam Wright
  - Production associée : Anna Webster
- Sociétés de production : Melusine Productions, Lupus Films, Jigsaw Films ; Le Pacte (coproduction)
- Société de distribution : Le Pacte (France)
- Pays de production :  Royaume-Uni,  Luxembourg,  France
- Langues originales : anglais et japonais
- Genre : animation
- Durée : 84 minutes
- Dates de sortie :
  - France : 11 juin 2023 (Festival international du film d'animation d'Annecy) ; 7 février 2024 (sortie nationale)
  - Royaume-Uni : 14 octobre 2023 (Festival de Londres)

## Distribution

### Voix originales
- Aaron MacGregor : Michael
- Ken Watanabe : Kensuké
- Cillian Murphy : le père de Michael
- Sally Hawkins : la mère de Michael
- Raffey Cassidy : Becky, la sœur de Michael
- Kotoko Wertheim : chant (enfant)

### Voix françaises
- Emmylou Homs : Michael
- Marc Perez : Kensuké
- Félicien Juttner : le père de Michael
- Elisabeth Ventura : la mère de Michael
- Camille Timmerman : Becky, la sœur de Michael

## Sortie

### Accueil critique
En France, le site Allociné propose une moyenne de 3,7⁄5, d'après l'interprétation de 20 critiques de presse rencensées.

## Distinctions
- Festival du film de Londres 2023
- Festival international du film d'animation d'Annecy 2023
- Bucheon International Animation Festival 2023[3]